# Nivaldo Alves Freitas Santos
Nivaldo Alves Freitas Santos, noto semplicemente come Nivaldo (São Nicolau, 10 luglio 1988), è un ex calciatore capoverdiano, di ruolo centrocampista.

## Palmarès
- Coppa di Portogallo: 1

Académica: 2011-2012